# Apapa

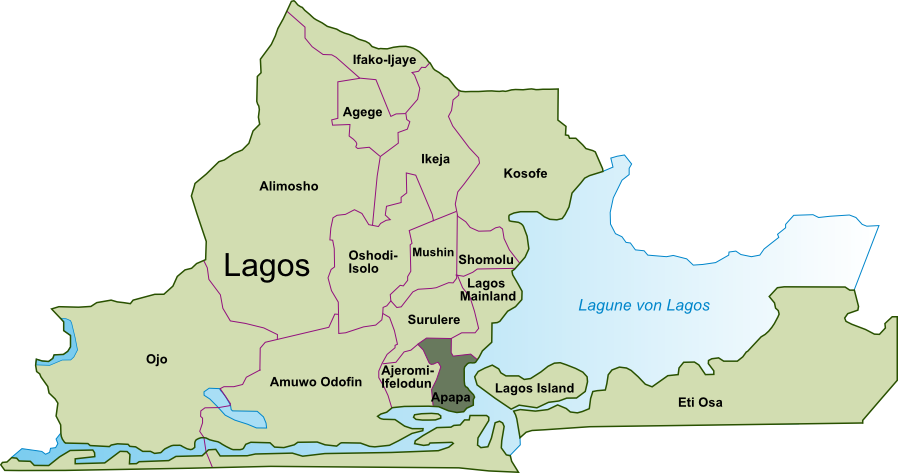
Karte von Lagos, Apapa hervorgehoben

Apapa ist eines der 20 Local Government Areas (LGA) des nigerianischen Bundesstaates Lagos. Es ist das Hafenviertel der Stadt Lagos.
Apapa liegt westlich von Lagos Island auf der gegenüberliegenden Seite von Lagos Harbour. Das LGA hat eine Fläche von 26,66 km² und grenzt an Ajeromi-Ifelodun, Surulere und Lagos Mainland. Bei der letzten Volkszählung im Jahr 2006 wurden 222.986 Einwohner gezählt, in Apapa kamen somit 8.364 Einwohner auf einen km².
In Apapa befindet sich ein Containerhafen des dänischen Unternehmens A. P. Møller-Mærsk im Wert von über einer Milliarde US-Dollar.
Koordinaten: 6° 27′ N, 3° 22′ O